# Bob Kane

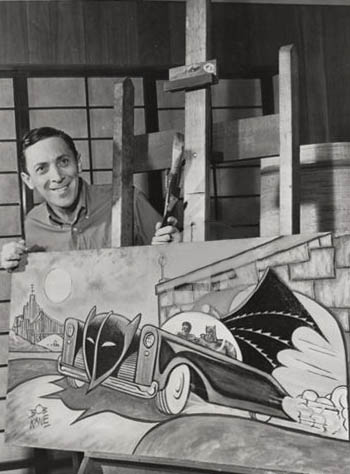
Bob Kane, 1966

, nato Robert Kahn (New York, 24 ottobre 1915 – Los Angeles, 3 novembre 1998) è stato un fumettista e pittore statunitense, divenuto celebre come co-creatore di Batman, insieme a Bill Finger.

## Biografia
Già da giovanissimo, dopo aver frequentato la Cooper Union e L'Art Students League, entra a far parte dello staff di Fiction House, studio grafico creato dalla coppia Eisner-Iger, dove comincia a lavorare a brevi storie a fumetti per la rivista Wow, What A Magazine a partire dal n. 3 del settembre 1936. Dal 1938 comincia, poi, a collaborare per la National Comics, casa editrice da cui nascerà la DC Comics, per la quale realizza Ginger Snap e varie altre storie, molte delle quali scritte da Bill Finger.

### Batman
La sua carriera decollò quando propose a Vin Sullivan, supervisore capo della National, un nuovo personaggio, Batman, che sarebbe stato in grado di ripetere il successo ottenuto da Superman. L'idea iniziale era un semplice abbozzo di un cavaliere mascherato che agiva di notte, acrobatico e spericolato, pronto a combattere contro il crimine in ogni occasione.
Kane venne influenzato, oltre che da Superman, anche da altri eroi che in quel periodo stavano spopolando nell'allora nascente letteratura disegnata: non si possono non citare il Dick Tracy di Chester Gould, o l'Uomo Mascherato, o il misterioso Uomo Ombra, che stava spopolando sulle riviste pulp e nelle trasmissioni radiofoniche con la tenebrosa voce di Orson Welles. È certo, però, che Kane trasse ispirazione anche da una delle macchine volanti di Leonardo da Vinci e dalla visione de Il segno di Zorro (che in Anno Uno di Miller-Mazzucchelli diventa il film visto da Bruce e dai genitori nella sera fatale della loro morte) e dei capitoli cinematografici di Dracula interpretati dal grande Bela Lugosi.
Alla creazione del mito di The Batman (in quel periodo, infatti, l'articolo era parte integrante del nome), contribuirono, in maniera pari se non superiore (e per stessa ammissione di Kane) anche lo sceneggiatore Bill Finger, che ideò il costume del personaggio, praticamente immutato da allora, salvo piccole variazioni, ma anche la bat-caverna e tutta una serie di bat-gadget; l'assistente ai disegni Jerry Robinson; il supervisore Whitney Ellsworth, cui si deve la sparizione di armi da fuoco dalla cintura di Batman. Nonostante, però, il personaggio fosse una creazione multipla, la DC Comics decise di inserire il solo Kane come creatore di Batman, anche perché fu sua l'idea di partenza del personaggio e sua la richiesta di accredito del personaggio: in questo fu decisamente più abile e fortunato rispetto a Siegel e Shuster, che dovettero lottare per anni per vedere il loro nome riconosciuto nelle storie dell'Uomo d'Acciaio.
Dal numero di esordio, il n. 27 di Detective Comics del maggio 1939, l'oscuro vigilante di Gotham divenne, in pratica, l'unico personaggio di cui si occupò (salvo Courageous Cat e Minute Mouse, una coppia di supereroi creati negli anni cinquanta per Hollywood): continuando a collaborare con Finger e gli altri autori già citati (cui si aggiunsero, nel corso del tempo, cartoonist come Dick Sprang, Jack Burnley, Sheldon Moldoff, Carmine Infantino e Stan Kaye), creò una serie di personaggi di contorno, come Robin, il ragazzo meraviglia, nel 1940; Alfred, il maggiordomo di casa Wayne, nel 1943, o anche supercriminali come il Joker e Catwoman.
Dopo aver disegnato tavole per i comic book e le classiche daily strip, si ritira ufficialmente nel 1965 (anche se già da qualche anno aveva iniziato a diminuire la sua collaborazione allo sviluppo grafico e narrativo del personaggio), iniziando una sorta di pensione dorata; in quello stesso anno, infatti, iniziano le fortune del Batman televisivo, interpretato da Adam West, che lo convince a dedicarsi attivamente al cinema. Oltre a dedicare parte del suo tempo anche alla pittura, sua grande passione, inizia a scrivere libri, articoli, e a disegnare schizzi che vengono venduti all'asta a prezzi incredibili. Il tutto senza dimenticare le consulenze per la realizzazione dei film di Tim Burton e di Joel Schumacher: in particolare per Batman e Batman Forever.

### Morte
Muore il 3 novembre del 1998 all'età di 83 anni.